# Delahaye 20 CV

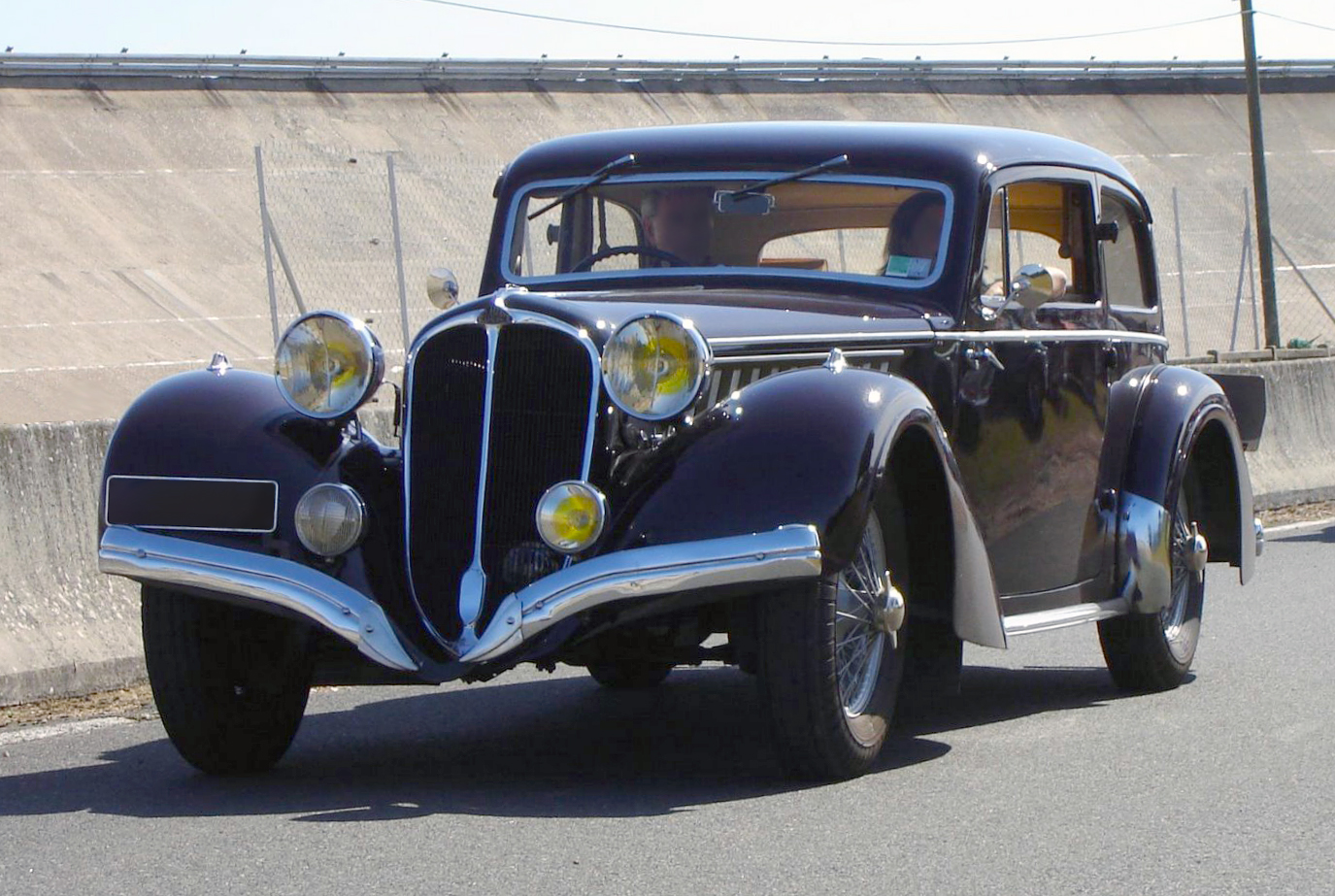
Delahaye Type 135

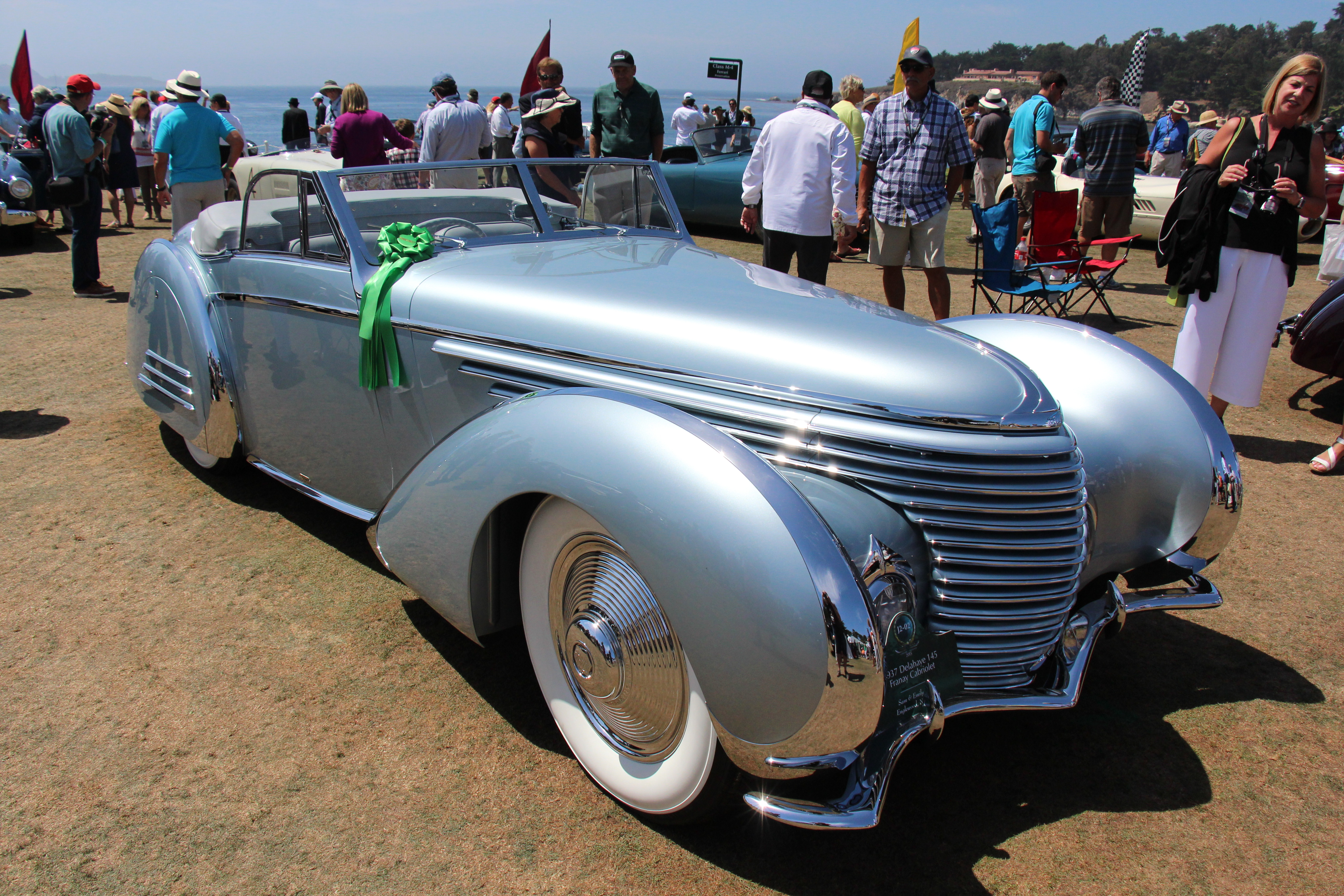
Delahaye Type 145

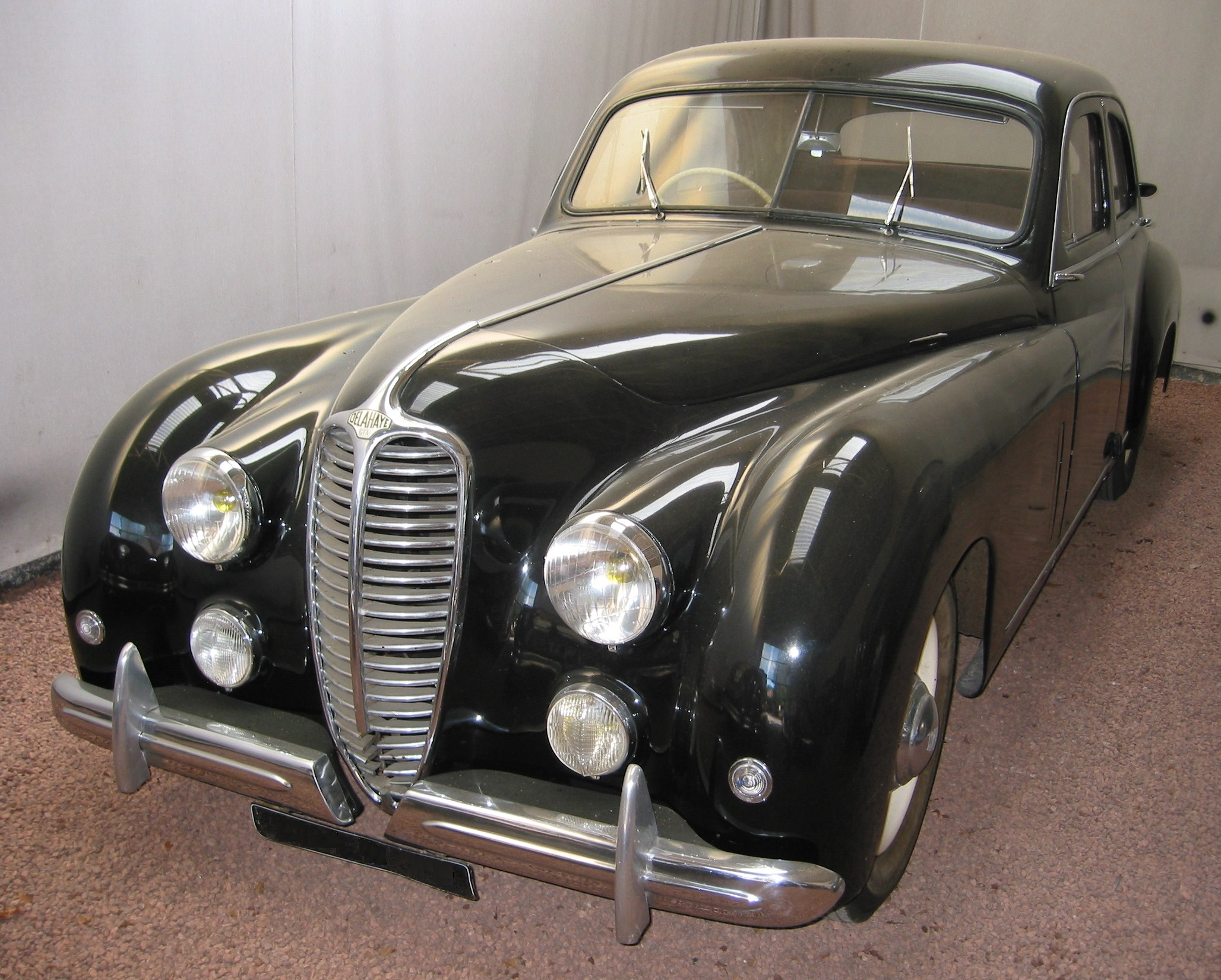
Delahaye Type 148

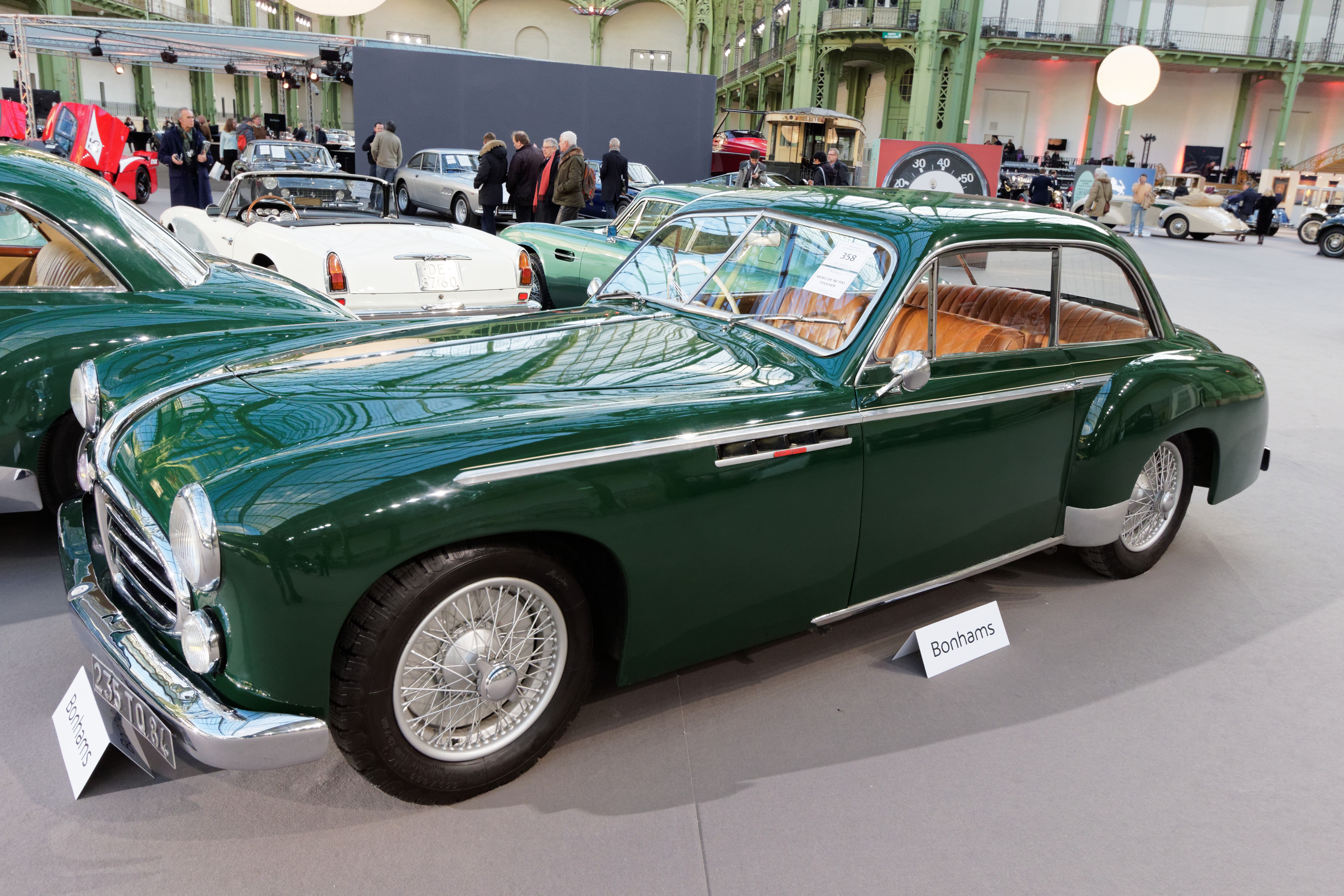
Delahaye Type 235

Der Delahaye 20 CV war eine Pkw-Modellreihe des französischen Automobilherstellers Delahaye. Dabei stand das CV für die Steuer-PS. Zu dieser Modellreihe gehörten: 
- Delahaye Type 135 (1935–1952)
- Delahaye Type 145 (1937)
- Delahaye Type 148 (1936–1953)
- Delahaye Type 168 (1938–1940)
- Delahaye Type 235 (1951–1954)